# Zachary Littlewood
Zachary Littlewood (conocido como Zac Littlewood; 4 de abril de 2001) es un deportista australiano que compite en vela en la clase Laser. Ganó una medalla de bronce en el Campeonato Mundial de Laser de 2025.

## Palmarés internacional
| \| Campeonato Mundial \| Campeonato Mundial \| Campeonato Mundial \| Campeonato Mundial \| \| Año \| Lugar \| Medalla \| Clase \| \| ------------------ \| ------------------ \| ------------------ \| ------------------ \| \| 2025 \| Qingdao (China) \| Medalla de bronce \| Laser \| |                 |                   |       |
| Campeonato Mundial |                 |                   |       |
| Año | Lugar           | Medalla           | Clase |
| 2025 | Qingdao (China) | Medalla de bronce | Laser |